# テクシャン
テクシャン（英：Texian）は、テキサス州がメキシコの一部コアウイラ・イ・テハス州であった時と、その後に主権国家テキサス共和国であった時の、テキサスの英語を母語とするアングロアメリカ人の市民を指す。

## 概要
現代のアメリカ合衆国のテキサス州の居住者はテキサン（Texan）として知られる。
しかしながら、テキサスの人々には、何世紀にもわたってテキサスに到来した多くの異なる移民集団が認められる。17世紀にはスペイン人移民が、18世紀にはフランス人が、そして19世紀にはテキサスを独立へと導いた大規模なドイツ系、アイルランド系、スコットランド系、ウェールズ系の移民がいた。このように、テクシャンという呼称は、地元のスペイン語を母語とするテハーノの血を引いていない民族と言語を総括して指している。
さらには、1835年から1836年のメキシコからのテキサス独立においてテハーノの反乱のために組織されたテクシャン軍は、多くの異なる国や州から来た男女で構成された、非常に多様な集団であった。テクシャン軍は、地元で生まれたテハーノの志願兵と、アラバマ州、サウスカロライナ州、ノースカロライナ州、ルイジアナ州、ミシシッピ州、テネシー州、バージニア州からの志願兵と、イギリス、ドイツ、アイルランド、スコットランド、ウェールズの各国からの志願兵で構成されていた。